# Lykke Friis
Lykke Friis (født 27. oktober 1969 i Lyngby-Taarbæk) er en dansk tidligere politiker, der siden december 2019 har været direktør for Tænketanken Europa. Hun var klima- og energiminister 2009–2011 (de sidste to år endvidere minister for ligestilling) og medlem af Folketinget for Venstre 2011–2013. I to perioder fra 2006 til 2018, afbrudt af ministerperioden, var hun prorektor på Københavns Universitet. I 2018–19 var hun udenrigskorrespondent i Berlin for Berlingske Tidende.

## Opvækst og uddannelse
Lykke Friis' far Hans Friis (1927–2010) blev født i Aabenraa og var uddannelsesleder ved handelsskolen Niels Brock,  og hendes mor (-1999) var født Frauke i Tyskland. Hun bor på Frederiksberg og er gift med Peter Warming.
Lykke Friis er student fra Øregaard Gymnasium, M.Sc. i økonomi og statskundskab fra London School of Economics i 1992, cand.scient.pol. fra Københavns Universitet i 1993 og ph.d. i international politik fra Københavns Universitet i 1997.

## Karriere
Hun var fuldmægtig i Erhvervsministeriet i 1994, forsker og seniorforsker ved Dansk Udenrigspolitisk Institut (DUPI) 1996–2002 og forskningschef samme sted i 2002. Hun var europapolitisk chef hos Dansk Industri i 2003–2006. Desuden har hun undervist på det samfundsvidenskabelige fakultet på Københavns Universitet og på Copenhagen Business School i internationale forhold.
Hun var prorektor på Københavns Universitet fra 1. marts 2006 til 24. november 2009 og igen fra 1. august 2013 til 31. juli 2018.
Bestyrelsesmedlem hos vindmølleproducenten Vestas A/S 2013-2018. 
Hun er ekspert i EU-forhold i medierne og holder foredrag og skriver artikler og bøger om emnet. Hun fik DR's Rosenkjærpris i 2008. Hun blev medlem af EU-vismandsgruppen den 16. oktober 2008, en arbejdsgruppe nedsat af Det Europæiske Råd som skulle arbejde med EU's fremtid. Lykke Friis var deltager i Go' aften Danmarks fodboldpanel som kender af tysk fodbold.

### Politiske poster
Lykke Friis blev klima- og energiminister for Venstre den 24. november 2009. Hun havde samme dag meldt sig ind i Venstre. Ved ministerrokaden 23. februar 2010 blev hun desuden ligestillingsminister. Hun ophørte som minister ved regeringsskiftet efter valget 15. september 2011.
Den 29. april 2010 blev hun opstillet til Folketinget af Venstre i Aarhus Syd, og ved folketingsvalget 15. september 2011 blev hun valgt. Hun udtrådte af Folketinget 31. maj 2013 efter udnævnelsen til prorektor for Københavns Universitet.
I marts 2024 blev hun tildelt den tyske fortjenstorden Bundesverdienstkreuz af 1. grad.

## Udvalgt bibliografi
- Lykke Friis; Anna Murphy (juni 1999), "The European Union and Central and Eastern Europe: Governance and Boundaries", Journal of Common Market Studies, 37 (2): 211-232, doi:10.1111/1468-5965.00160, Wikidata  Q129811666
- Lykke Friis; Anna Murphy (januar 2000), "'Turbo-charged negotiations': the EU and the Stability Pact for South Eastern Europe", Journal of European Public Policy, 7 (5): 767-786, doi:10.1080/13501760010014948, Wikidata  Q129811669
- Lykke Friis (1. juni 2005), "EU's Waterloo?", Udenrigs (2): 1-8, doi:10.7146/UDENRIGS.V0I2.119625, Wikidata  Q106306289